# Нульова висота
«Нульова висота» (англ. Ceiling Zero) — пригодницька драма режисера Говарда Гоукса, яка вийшла у 1936 році.

## Сюжет
Старі приятелі Джейк Лі, Teкс Кларк і Діззі Девіс разом літали в армії під час Пергої світової війни майже 20 років по тому.

## У ролях
- Джеймс Кегні — Дізі Девіс
- Пет О'Браєн — Джейк Лі
- Джун Тревіс — "Томмі" Томас
- Стюарт Ервін — Тексас Кларк
- Ізабел Джуелл — Лу Кларк